# 马尔科·安东尼奥谋杀案
秘鲁造型师马可·安东尼奥的谋杀案发生在2009年7月9日，三人分别是豪尔赫·路易斯·科科·格伦尼·庞塞 (Jorge Luis Coco Glenni Ponce)（他当时的伴侣）、米格尔·安赫尔·帕琼·贝拉斯克斯·扎拉苏 (Miguel Ángel Pachón Velásquez Zarazú) 和乔丹·安东尼奥·帕切科·瓦曼楚莫 (Jordan Antonio Pacheco Huamanchumo) 在他位于圣伊西德罗利马区的公寓里折磨并谋杀了他。据警方调查，其作案动机是抢劫1.5万美元及贵重物品，但由于他是知名的同性恋人物，因此该案件在全国引起反响。   

## 马可·安东尼奥·加列戈·冈萨雷斯
马可·安东尼奥·加列戈·冈萨雷斯（Marco Antonio Gallego Gonzáles）是一位秘鲁商人和时尚师，21世纪初，他因担任秘鲁娱乐界（俗称秘鲁电影）的名人和模特的时尚顾问而闻名。他是马可安东尼奥美发沙龙连锁店的主管，该连锁店在利马和秘鲁其他城市（如阿雷基帕、库斯科和特鲁希略）设有分店。他还有自己的时尚杂志《Belleza & Estilo》 。他参加了秘鲁电视台的节目，与卡蒂亚·康多斯 (Katia Condos) 和马蒂亚斯·布里维奥 (Mathías Brivio) 一起主持娱乐节目《Hola a todos》 。他还是《En Mis manos está tu belleza》一书的作者，该书在布宜诺斯艾利斯出版。 

## 谋杀
庆祝自己44岁生日两天后 ，马可·安东尼奥 (Marco Antonio) 在他位于圣伊西德罗的公寓二楼的一个房间里 ，和安东尼奥21岁的前模特、临时伴侣格伦尼·庞塞 (Glenni Ponce) 在一起。与此同时，在一楼，24岁的Velásquez Zarazú（别名“Pachón”）和19岁的Pacheco Huamanchumo（别名“Jordan”）与 Glenni Ponce 协同行动，偷走了他的财物，据称 Glenni Ponce 与 Marco Antonio 有关系。听到声音后，安东尼奥下到一楼查看发生了什么事，并发现了抢劫案。他与盗贼搏斗，盗贼制服了他并殴打他。他们后来谋杀了他。  
第二天，他没有出现在与卡蒂亚·康多斯 (Katia Condos) 和马蒂亚斯·布里维奥 (Mathías Brivio) 共同主持的电视节目《 Hola a todos 》中，他的朋友们开始担心起来。  7 月 10 日，警方发现马可·安东尼奥的尸体，他俯卧在客厅的沙发上，上身赤裸，手脚被电脑线绑住，头上套着一个黑色袋子，嘴上堵着一件运动衫。他的全身都是瘀伤和割伤，因此警方刑事调查局（DIRINCRI）的调查并未排除他在窒息而死前遭受过酷刑的可能性。 他的遗体被送往利马中央停尸房进行尸检。 

7月13日，警方逮捕了庞塞，并对其进行了长达20个小时的审讯。他对谋杀供认不讳，并向当局提供了作案动机和其他细节，包括每名罪犯因盗窃五块名牌手表、两部手机、一些衣物和一台笔记本电脑等财物而获得4,500索尔。 
马可·安东尼奥被埋葬在瓦奇帕的坎波菲公墓。Laura Borlini、Koky Belaunde、Edith Tapia、 Cristián Suárez 、Paula Marijuan、 克劳迪娅·波托卡雷罗和埃尔格兰秀等家人和朋友出席了仪式，并发表了告别演说。 

## 法律程序
直至审判结束，警方和主要被告都向媒体提供了不同的谋杀版本和动机。对于事件的发生，人们的说法包括暴力抢劫、激情犯罪，或在格伦尼·庞塞得知马可·安东尼奥疑似感染艾滋病毒后进行的报复。  他们还与 2009 年 4 月 12 日发生的一起犯罪有关，当时两名男子以类似方式谋杀了他的朋友、波多黎各造型师罗伯托·伊斯基耶多 (Roberto Izquierdo)，并随后抢劫了他。 
经过调查以及当事人对案件版本的修改，秘鲁最高法院过渡刑事法庭于2010年9月作出裁决。格伦尼·庞塞被判处34年监禁；他通过提起上诉以提前结案，从而避免了终身监禁（根据《刑法》，终身监禁适用于加重抢劫案件）。此外，还被处以20万索尔的民事赔偿罚款。 米格尔·安赫尔·委拉斯开兹被判处无期徒刑。 
多年后，他们的刑罚被修改了。格伦尼·庞塞（Glenni Ponce）的刑期增至35年，米格尔·安赫尔·贝拉斯克斯（Miguel Ángel Velásquez）因加重抢劫罪被判处35年监禁，乔丹·帕切科（Jordán Pacheco）被判处20年监禁。 